# Микаса
Микаса (яп. 三笠市 Микаса-си) — город в Японии, находящийся в округе Сорати губернаторства Хоккайдо. Площадь города составляет 302,64 км², население — 9629 человек (30 июня 2014), плотность населения — 31,82 чел./км².

## Географическое положение
Город расположен на острове Хоккайдо в губернаторстве Хоккайдо. С ним граничат города Бибай, Асибецу, Ивамидзава, Юбари.

## Население
Население города составляет 9629 человек (30 июня 2014), а плотность — 31,82 чел./км². Изменение численности населения с 1980 по 2005 годы:
| 1980 | 23 319 чел. |  |
| 1985 | 21 511 чел. |  |
| 1990 | 17 049 чел. |  |
| 1995 | 15 116 чел. |  |
| 2000 | 13 561 чел. |  |
| 2005 | 11 927 чел. |  |

## Символика
Деревом города считается Sorbus commixta, цветком — хризантема, птицей — трясогузка белая.